# نت آغاز
در موسیقی ایرانی، نتِ آغاز یا نت شروع نتی است که آغازگر ملودی یک دستگاه یا یک گوشه است.

## در موسیقی عربی
در تئوری معاصر موسیقی عربی تقسیم‌بندی موسیقی بر اساس مقام‌ها انجام می‌شود (همچنان که در موسیقی قدیم ایران پیش از تحول مقام به دستگاه نیز رایج بود). در تقسیم‌بندی مقامی رایج در موسیقی عربی، مهم‌ترین نت در هر مقام اصلی، درجهٔ اول آن مقام یا همان نت پایه است. به بیان دیگر، نت آغاز هر مقام همیشه نت پایهٔ آن مقام (درجهٔ اول مقام) است. با این حال برخی مقام‌های فرعی تعریف می‌شوند که نت آغازشان نت پایهٔ گام نیست؛ برای مثال مقامی به نام بِنتی کار تعریف می‌شود که از نظر درجات مانند سه‌گاه است اما شروعش از درجهٔ دوم مقام سه‌گاه است و بعد از آن روی نت زیرپایهٔ سه‌گاه به توقف می‌رسد. برای نت آغاز در موسیقی عربی نام‌های «دخول»، «استهلال»، «بَدأ»، «مبدأ»، «مدخل» و «آغاز» به کار رفته‌است. میخائیل مشاقه در آثارش از ۹۵ مقام مختلف نام برده که تنها در ۲۷ مورد نت شروع مقام با درجهٔ اول مقام منطبق است؛ در ۵۳ مورد نت شروع بالاتر از نت پایهٔ مقام است و در ۱۵ مورد باقی‌مانده، نت شروع پایین‌تر از درجهٔ اول مقام است.